# Cherry Bowl
Le Cherry Bowl était un match annuel d'après-saison de football américain de niveau universitaire joué dans le Pontiac Silverdome à Pontiac, Michigan.
Il s'agissait d'une notable tentative d'amener un bowl d'après saison dans la ville assez frisquette de Michigan. Il n'y eut cependant que deux matchs joués en 1984 et 1985. Quelques années plus tard le Motor City Bowl (actuellement connu sous le nom de Little Caesars Pizza Bowl) connaitra plus de succès. Le Cherry Bowl n'était pas financièrement viable ce qui explique son abandon après deux années.
Le Bowl connut cependant un très bon départ avec une assistance de plus de 70 000 spectateurs lors du match inaugural opposant l'Army aux locaux de Michigan State Spartans. C'était la première apparition des Black Knights de l'Army dans un bowl. 
En 1985, les organisateurs ambitieux promirent un prix de 1 200 000 dollars par équipe, soit le cinquième plus haut payout des bowls universitaires.
Le milieu des années 1980 fut une période de bouleversements dans le milieu du football universitaire. La fin du contrôle par la NCAA des droits de télévision engendra une augmentation du nombre de matchs retransmis ce qui malheureusement pour les organisateurs fit chuté le prix payé par les chaines de télévision pour acquérir le droit de retransmettre leurs matchs.  Cela n'avait pas été anticipé par les organisateurs du Cherry Bowl. L'équipe locale de Michigan State Spartans  ne participant pas au bowl de 1985, l'assistance chuta à environ 51 858 spectateurs. Les négociations avec General Motors pour que l'entreprise devienne le sponsor du nom du bowl n'aboutissant pas, les organisateurs étant incapables de régler le payout, le tout cumulé avec une dette d'1 million de dollars, le Cherry Bowl cessa ses activités.

## Logo du Bowl

## Palmarès
| Dates            | Vainqueurs         | Vainqueurs | Perdants                | Perdants |
| ---------------- | ------------------ | ---------- | ----------------------- | -------- |
| 22 décembre 1984 | Army Black Knights | 10         | Michigan State Spartans | 06       |
| 21 décembre 1985 | Maryland Terrapins | 35         | Syracuse Orangemen      | 18       |

Le MVP de 1984 fut le senior Quarterback des Army Black Knights, Nate Sassaman. Il joua tout le match malgré des blessures encourues pendant le troisième quart-temps (une blessure aux ischio-jambiers et une côte froissée nécessitant le port d'une veste de protection).